# Сублімація (психологія)
Сублімація у психології є одним із захисних механізмів дорослої людини, що полягає у подоланні внутрішнього напруження через перенаправлення сексуальної енергії на соціально прийнятні цілі, переважно на творчі види діяльності. Наприклад на написання віршів, малювання картин, створення музики. Поняття запровадив Зиґмунд Фройд у 1900 році; у розробленій ним концепції психоаналізу розглядається як один із видів трансформації потягу (лібідо), протилежний витісненню. У соціальній психології сублімація пов'язується з процесами соціалізації. Проблемам сублімації приділяється значна увага в психології творчості, дитячій психології, психології спорту та ін.
При сублімації соціально неприйнятні імпульси або ідеалізації свідомо перетворюються на соціально прийнятні дії чи поведінку, приводячи до довгострокової конверсії психічної енергії вхідного імпульсу. Зиґмунд Фройд вважав, що сублімація є ознакою зрілості (та цивілізованості), що дозволяє людям нормально функціонувати в культурно прийнятний спосіб. Він визначав сублімацію як процес перенаправлення сексуальних інстинктів в акти більш високої соціальної цінності, які є «особливою прикметою культурного розвитку; це те, що дає можливість вищим формам психічної діяльності, таким як наукова, художня або ідеологічна, грати таку важливу роль у цивілізованому житті».

## Походження поняття
Першим мислителем, який застосував термін «сублімація» у суто психологічному аспекті, був Зиґмунд Фройд. Він описував цей процес наступним чином:
«Не існує, строго кажучи, ані безкорисливої поведінки, ані цілком безкорисливої точки зору. Обидві є тільки сублімаціями, в яких базова стихія здається майже випаруваною, виказуючи свою присутність тільки найпильнішому спостерігачеві. Все, що нам потрібно, і що могло б бути дано нам на сучасному рівні розвитку науки, є хімією моральних, релігійних, естетичних уявлень і почуттів, а також тих емоцій, які ми відчуваємо у великих і малих справах суспільства і цивілізації, і до яких ми чутливі навіть на самоті. Але що коли ця сама хімія встановить як факт, що навіть у своїй власній сфері найбільш величні результати були досягнуті за рахунок найбільш ницих і негідних мотивів? Чи багатьом би забажалося продовжувати такі дослідження? Людство не дуже полюбляє порушувати питання свого власного походження, свого коріння: треба мати майже надлюдську природу, щоб прямувати протилежним курсом».

## Психоаналітична теорія
У психоаналітичній теорії Фройда еротичній енергії дозволяється тільки обмежена кількість експресії внаслідок заборон з боку людського суспільства та цивілізації. Тому їй потрібні інші виходи, особливо якщо людина має залишатися психологічно збалансованою.
Сублімація (нім. Sublimierung) є процесом трансформації лібідо в «суспільно корисні» досягнення, у тому числі художні, культурні та інтелектуальні прагнення. Фройд вважав цю психічну операцію досить корисною порівняно з іншими ним виявленими, такими як витіснення, заперечення, реактивна формація, інтелектуалізація або проєкція. У своїй праці «Еґо та механізми захисту» (1936) його дочка Анна класифікує сублімацію як один з найголовніших «захисних механізмів» психіки.
Фройд дійшов до ідеї сублімації, читаючи «З подорожі до Гарца» Генріха Гейне. Це історія про чоловіка на ім'я Йоганн Фрідріх Диффенбах, який у дитинстві відрізав собакам хвости, а коли подорослішав, то став хірургом. Фройд прийшов до висновку, що сублімацію можна спостерігати як своєрідні дії, виконувані людиною багато разів за життя, які спершу здаються садистськими, але згодом трансформуються у діяльність, що йде на користь людству.

### Міжособистісний психоаналіз
Гаррі Стек Салліван, піонер міжособистісного психоаналізу, визначає сублімацію як непомітну підміну бажання безпосереднього задоволення частковим задоволенням від соціального схвалення, бо перше наразі суперечить власним ідеалам або засуджується соціальною цензурою чи окремими впливовими особами. Ця заміна може бути не зовсім тим, чого ми бажаємо, але це єдиний шлях, завдяки якому ми можемо отримати хоча б частину нашої задоволеності і одночасно відчувати себе в безпеці. Салліван документально підтвердив, що у всіх випадках сублімовані прагнення набагато складніші, ніж бажання безпосереднього задоволення, які їх викликають. Вони не призводять до ніяких розладів свідомості, ані до сумнівів, чому саме сублімації повинні бути реалізовані, чи будь-яких розрахунків щодо порівняння витрат, пов'язаних з безпосереднім задоволенням первинного бажання. У випадках вдалої сублімації Салліван спостерігав надзвичайно ефективну обробку конфлікту між необхідністю задоволення і потребою в безпеці, без будь-якого хвилювання свідомості.

## Сексуальна сублімація
Сексуальна сублімація, також відома як сексуальна трансмутація, є спроба (особливо у деяких релігійних традиціях) перевтілити сексуальні імпульси або «сексуальну енергію» у енергію творчу. У цьому контексті сублімація є трансфером сексуальної енергії або лібідо на фізичний акт чи на іншу емоцію, щоб уникнути боротьби з сексуальним бажанням, яке суперечить власним переконанням індивіда або його релігійним віруванням. Вона заснована на ідеї, що «сексуальна енергія» може бути використана для створення духовного феномену, який у свою чергу може створити більш чуттєві твори, ніж «сира» неприборкана сексуальність. Класичним прикладом в західних релігіях є церковний целібат (безшлюбність).
У головній книзі хасидів Танія єврейська хасидська містика розглядає сублімацію тваринної душі як найважливіше завдання в житті, в якому центральною метою виступає перетворення анімалістичної та приземленої тяги до фізичних задоволень у священні прагнення до поєднання з Богом.
Різні школи описують сексуальні потреби взагалі як носіїв духовної сутності, і надають їм різноманітні імена життєвої енергії, життєдайного повітря (прана), духовної енергії, оджаса, Шакті, туммо, або кундаліні. Також вважається, що переживання сексуальної сублімації може сприяти містичному пробудженню індивідуума.

## Сублімація за Юнгом

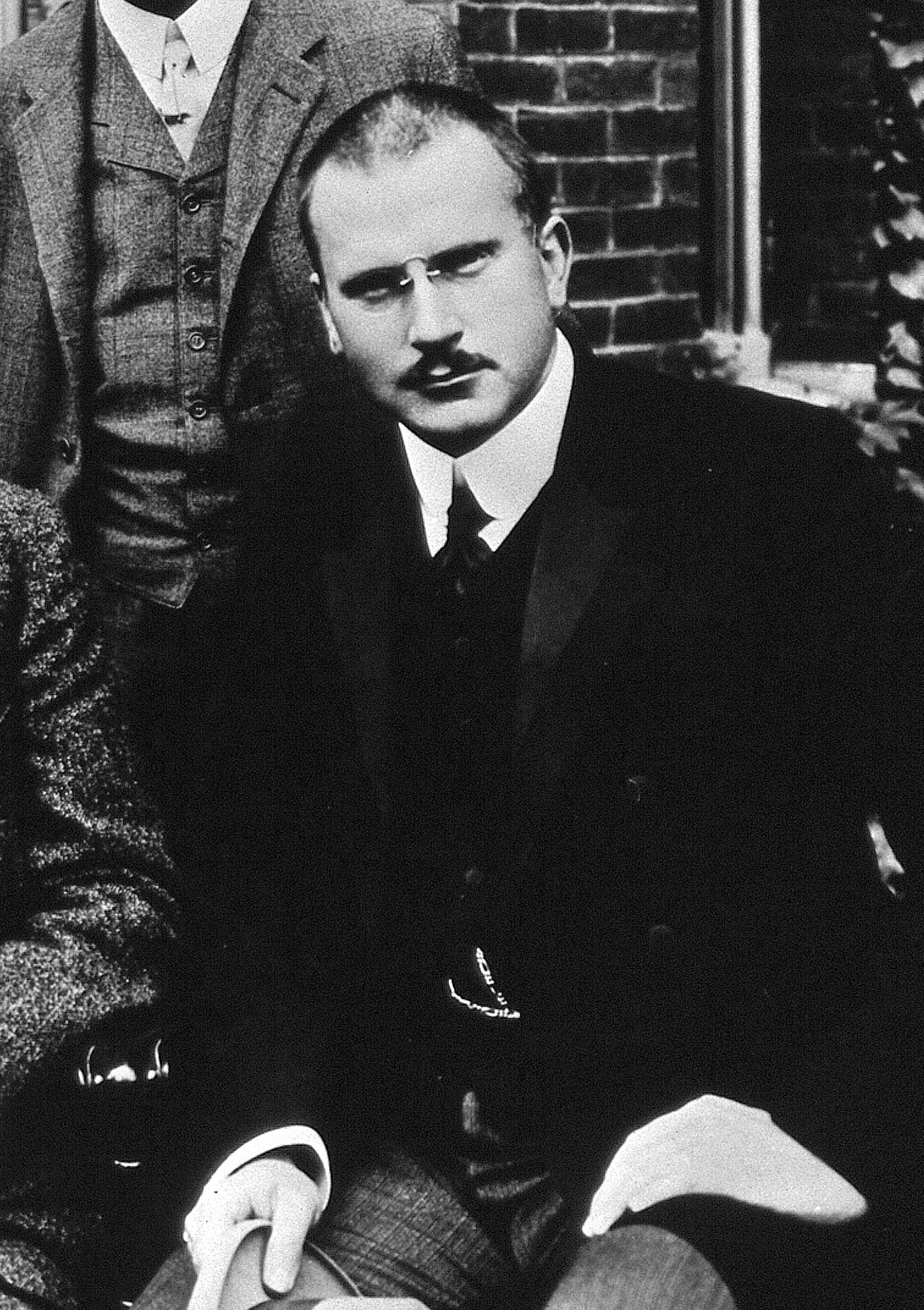
Карл Юнг — один із основоположників психологічної сублімації

Карл Юнг вважав сублімацію за своєю природою містичною, і таким чином принципово розходився з поглядом Фройда відносно цієї концепції. За Фройдом, сублімація допомагає пояснити пластичність статевих інстинктів (і їх конвертованість у несексуальні мотивації). Ця концепція також підкріплювала його психоаналітичні теорії, які зображували психіку людини в полоні конфліктуючих суперечливих імпульсів (наприклад, Супер-Еґо та Ід). Юнг критикував Фройда за нехтування алхімічним походженням поняття сублімації, і за спроби видати цю концепцію за науково обґрунтовану: 
Сублімація є частиною процесу королівського мистецтва виготовлення золота. Про це Фройд нічого не знає, а ще гірше — барикадує всі шляхи, які можуть прояснити справжнє значення поняття сублімації. Тому що насправді воно якраз прямо протилежне тому, що розуміє під сублімацією Фройд. Це ніяк не є навмисне та примусове спрямування інстинкту у прикладні області застосування, а алхімічне перетворення, для якого потрібний вогонь та Первісна Матерія. Sublimatio — це велика таємниця. Фройд привласнив цю концепцію і узурпував її для сфери волі і буржуазного раціоналістичного етосу.

Ця критика зустрічається як у його приватній кореспонденції (як у прикладі вище), так і в окремих роботах з психоаналізу: 
Фройд винайшов ідею сублімації, щоб врятувати нас від уявних кігтів несвідомого. Але те, що реально, що насправді існує, не може бути алхімічно сублімованим, і якщо щось і здається сублімованим, воно ніколи не було тим, що йому приписують фальшиві інтерпретації.

## Сублімація за Лаканом

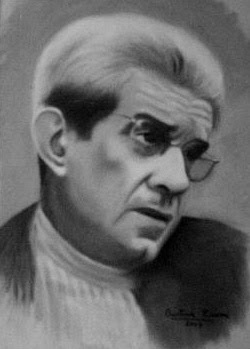
Жак Лакан — основоположник концепції Das Ding

### Das Ding
Експозиція сублімації від Лакана подається у формі дискусії про взаємозв'язок психоаналізу та етики в сьомій книзі його семінарів. Визначення Лаканіанської сублімації робиться з використанням концепції Das Ding (яку пізніше в своїй кар'єрі Лакан називав le petit objet a). Німецькою Das Ding означає «та сама річ», хоча Лакан розуміє її, в абстрактному змісті, як одну з визначальних характеристик людського існування. У широкому сенсі це вакуум, порожнеча, яку відчуває людина, і яку вона прагне заповнити людськими відносинами, об'єктами та відчуттями, але насправді вони не що інше як наповнення прогалини у її психічних потребах. З цієї причини Лакан також вважає, що Das Ding є не-річ або вакуоль. Відносин, на які людина спирається для подолання порожнечі Das Ding, завжди недостатньо для повного задоволення людини. Лакан вважає Das Ding перманентно втраченим об'єктом, який людина довічно розшукує. Тимчасово людина буде ошукана власною психікою, вважаючи, що вона знайшла той самий об'єкт, ту саму людину або ту саму обставину життя, на яку можна покластися, щоб задовольнити свої потреби стабільно і надовго, коли насправді «та сама річ є втрачена по своїй самій суті. Вона ніколи не буде знайдена знову. Завжди є щось, але людина чекає на щось краще або гірше, але щось таке чого насправді хочеться», і тоді « [Das Ding] знаходиться, але це саме щось втрачається. Людина знаходить не річ, а тільки її приємні асоціації.» Людське життя розгортається як серія відлучень в пошуках втраченого об'єкта або абсолюта особистості Іншого: «Принцип задоволення регулює процес пошуку об'єкта і відволікає сторонніми шляхами, завжди втримуючи Das Ding на відстані».

### Лаканіанська сублімація
Лаканіанська сублімація у значній мірі формується навколо поняття Das Ding. Загальна формула сублімації за Лаканом полягає у тому, що «вона підносить об'єкт […] до ступеня досконалості Тієї Самої Речі». Лакан розглядає такі об'єкти (естетичні, релігійні, філософські) як позначки, що символізують та заміщують собою Das Ding, і зазначає, що «функція принципу задоволення є, по суті, у тому, щоб вести від одного предмета до іншого, генеруючи стільки позначок, скільки необхідно для зниження рівня напруги психічного аппарату, наскільки можливо». Крім того, сама людина є «майстром своєї системи підтримки», інакше кажучи, вона сама собі створює або знаходить позначки, що вводять її в оману віри, що вона начебто подолала порожнечу Das Ding.
Лакан також вважає сублімацію процесом створення ex nihilo (створення з нічого), в результаті якого об'єкт, людина або штучний виріб визначається по відношенню до порожнечі Das Ding. Як яскравий приклад, Лакан наводить куртуазну любов трубадурів чи менестрелів, які присвячують свої поетичні вірші об'єкту любові, який не тільки недосяжний (і, отже, сприймається як дещо втрачене або відсутнє), але існування якого і його бажаність обертається також навколо дірки (вагіни). Для Лакана така куртуазна любов є власне «парадигмою сублімації». Він також стверджує, що слово «трубадур» етимологічно пов'язане з провансальським дієсловом trobar (французькою trouver) — 'знайти'. Якщо повернутися до визначення Das Ding, то можна побачити, що тільки від очікувань самого суб'єкта залежить, чи знайде він знову втрачений об'єкт, помилково вважаючи, що він буде продовжувати задовольняти його (чи її).